# صنعت ماهیگیری در چین
چین یک پنجم جمعیت جهان را دارد و یک سوم تولید ماهی گزارش شده در جهان و همچنین دو سوم تولید آبزیان گزارش شده در جهان را دارد.
پرورش آبزیان، پرورش ماهی در استخرها، دریاچه‌ها و مخازن، دو سوم تولید گزارش شده چین را تشکیل می‌دهد. میزان محصول برداشتی چین در سال ۲۰۰۵ ۳۲٫۴ میلیون تن اعلام شده‌است که بیش از ۱۰ برابر کشور رتبه دوم، هند، است که ۲٫۸ میلیون تن گزارش کرده‌است.
میزان صید ماهی‌های وحشی در چین در سال ۲۰۰۵ گزارش شده‌است که در رودخانه‌ها، دریاچه‌ها و دریا صید شده‌است، ۱۷٫۱ میلیون تن بوده‌است، بسیار بالاتر از کشور رتبه دوم، ایالات متحده که ۴٫۹ میلیون تن گزارش کرده‌است. ناوگان تجاری ماهیگیری چینی بیش از سایر کشورها درگیر صید غیرقانونی، گزارش نشده و نامنظم (IUU) است.

## صیادی وحشی

### صیادی دوردست

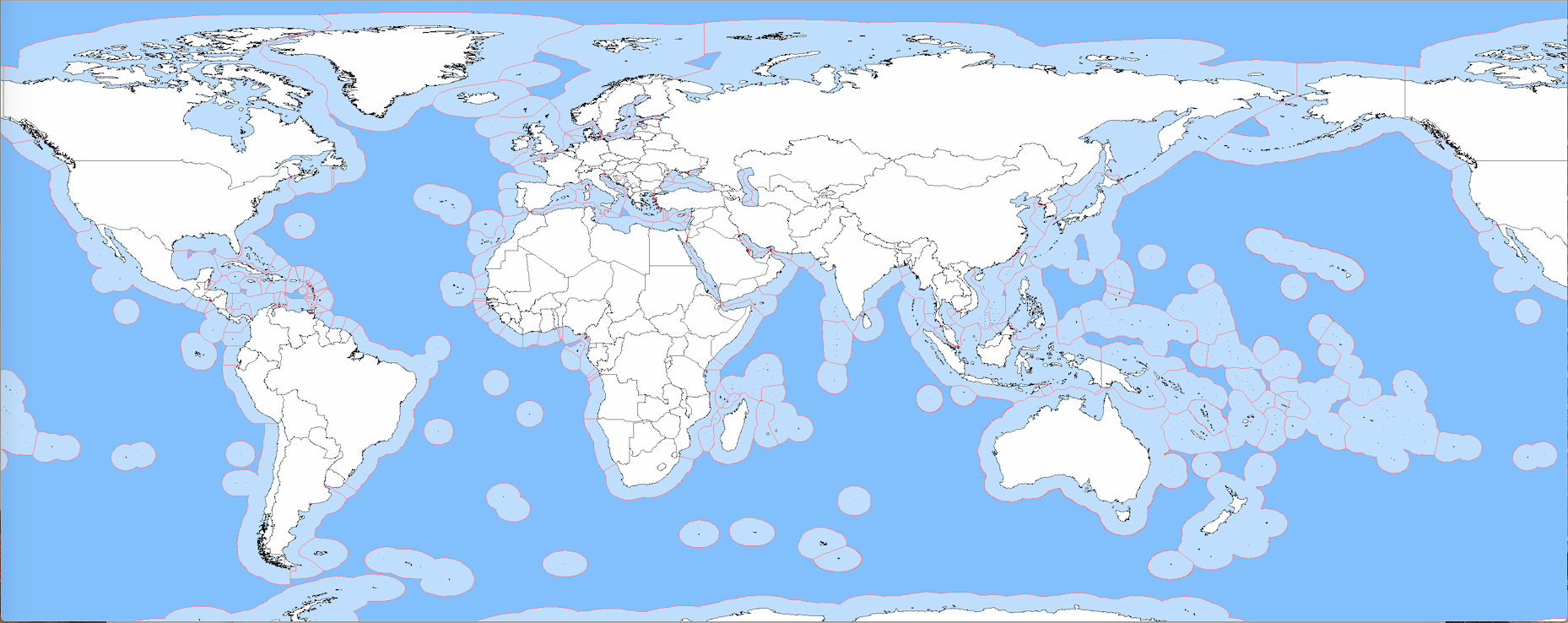
منطقه های انحصاری اقتصادی جهان به صورت امتداد خشکی سفید نمایش داده شده اند. آب‌های بین‌المللی به آبی هایلایت شده اند.

فعالیت‌های ماهیگیری در دوردست چین در سال ۱۹۸۵ در زمانی آغاز شد که چین از طریق توافق با کشورهای خارجی به مناطق صید ماهی جدید دسترسی پیدا کرد. تا سال ۱۹۹۶، این صیادی‌ها به ۶۰ منطقه در سراسر جهان گسترش یافته و ۲۱۲۰۰ ماهیگیر، ۱۳۸۱ کشتی صیادی به کار گرفته و ۹۲۶٫۵۰۰ تن صید کرده‌است.
ابرشرکت ملی شیلات چین (CNFC) بهره‌بردار اصلی در شیلات آبهای دوردست چین است. چین اولین ناوگان ماهیگیری را در سال ۱۹۸۵ به آبهای غرب آفریقا فرستاد. سال بعد، CNFC با سایر شرکای چینی، عملیات صید ترال را در اقیانوس آرام شمالی آغاز کرد. صید ماهی تن با خطوط طولانی در اقیانوس آرام جنوبی و صید ماهی مرکب با خطوط طولانی در سال ۱۹۸۹ در دریای ژاپن و شمال اقیانوس آرام دنبال شد.
براساس گزارشی که در ژوئن ۲۰۱۸ در ژورنال Science Advances منتشر شد، ماهیگیری دوردست چین از نظر اقتصادی فقط با استفاده از یارانه‌های دولتی مقرون به صرفه است.
چین از سال ۲۰۲۰ بزرگترین ناوگان ماهیگیری آبهای دوردست دنیا را در اختیار داشت با نزدیک به ۱۷۰۰۰ کشتی که در اکثر موارد در چین ثبت شده اما تقریباً ۱۰۰۰ مورد آن تحت پرچم‌های مصلحتی ثبت شده‌است. چین رتبه ضعیفی از لحاظ رعایت مقررات بین‌المللی بین‌المللی ماهیگیری در آب‌های دوردست هم به عنوان یک کشور پرچم و هم به عنوان یک کشور بندر دارد.

## یادداشت
1. 1 2  FAO  Fact sheet: Aquaculture in China and Asia بایگانی‌شده  در ۲۸ اوت ۲۰۲۰ توسط Wayback Machine
2. ↑  FAO report: China responsible for two-thirds of world aquaculture production بایگانی‌شده  در ۲۰۱۱-۰۶-۱۷ توسط Wayback Machine – FishUpdate.com
3. 1 2  NOAA Central Library (2000) Fishing Industry in China بایگانی‌شده  در ۲۰۰۹-۰۵-۰۶ توسط Wayback Machine
4. ↑  "China's long-distance fishing fleet reliant on subsidies". 13 June 2018. Archived from the original on 24 May 2020. Retrieved 1 December 2020.
5. ↑  Collyns, Dan. "'They just pull up everything!' Chinese fleet raises fears for Galápagos sea life". www.theguardian.com. The Guardian. Retrieved 11 August 2020.
6. ↑  Ruwet, Melodie. "Chinese trawlers in the Galapagos: The protection challenge". www.lowyinstitute.org. Lowy Institute. Retrieved 15 August 2020.